# (32008) Adriángalád
(32008) Adriángalád es un asteroide perteneciente al cinturón de asteroides, descubierto el 29 de abril de 2000 por el equipo del Lincoln Near-Earth Asteroid Research desde el Laboratorio Lincoln, Socorro, Nuevo México, Estados Unidos.

## Designación y nombre
Designado provisionalmente como 2000 HM53. Fue nombrado Adriángalád en honor al astrónomo eslovaco Adrián Galád que desempeña su labor en los observatorios de Modra y Ondřejov donde ha realizado como coautor publicaciones sobre las observaciones fotométricas de asteroides e integraciones orbitales. Es también codescubridor de varios asteroides binarios, utilizando la técnica de la fotometría.

## Características orbitales
Adriángalád está situado a una distancia media del Sol de 2,191 ua, pudiendo alejarse hasta 2,615 ua y acercarse hasta 1,768 ua. Su excentricidad es 0,193 y la inclinación orbital 6,306 grados. Emplea 1185,24 días en completar una órbita alrededor del Sol.
El próximo acercamiento a la órbita terrestre se producirá el 8 de marzo de 2074.

## Características físicas
La magnitud absoluta de Adriángalád es 14,6.